# Jörg Ritzerfeld
Jörg Ritzerfeld (* 28. Juni 1983 in Suhl) ist ein ehemaliger deutscher Skispringer und Sportsoldat.

## Werdegang
Jörg Ritzerfeld begann seine sportliche Tätigkeit in der Kindheit als Rodler. Über die Nordische Kombination, in der er 1994 bei den Bundesskispielen vor den späteren Weltcup-Athleten Stephan Hocke und Björn Kircheisen gewann, fand er zum Skispringen.
Ritzerfeld sprang für den WSV Oberhof 05. Im Skisprung-Weltcup debütierte er bei der Vierschanzentournee 2000/01. Bei den Junioren-Weltmeisterschaften 2001 im polnischen Karpacz wurde er mit der deutschen Mannschaft Dritter und belegte im Einzelwettbewerb den zwölften Rang. In derselben Saison errang er im Continental Cup den dritten Rang in der Gesamtwertung. Im Dezember 2005 verletzte sich Ritzerfeld beim Training für die bevorstehende Vierschanzentournee am Knie. Zunächst wurde nur eine Knorpelverletzung vermutet, doch dann stellte sich heraus, dass er sich doch einen Kreuzbandriss zugezogen hat. Im Januar 2006 musste er sich einer Operation unterziehen und konnte erst nach mehreren Monaten Pause wieder mit dem Training beginnen. In der Saison 2006/07 konnte er mit so viel Erfolg wie nie zuvor am Weltcup teilnehmen. Bei der Winter-Universiade 2009 in Harbin gewann er die Bronzemedaille in der Mannschaftswertung von der 90-m-Schanze.
Als Sportsoldat gehörte Ritzerfeld der Sportfördergruppe der Bundeswehr in Oberhof an. Im März 2006 begann er an der Hochschule Ansbach ein Bachelor-Studium International Management, ein Studiengang, der an der HS Ansbach angepasst und speziell für Spitzensportler konzipiert wurde.
Am 31. Januar 2011 absolvierte er seinen letzten Wettkampf im Rahmen der Winter-Universiade 2011 im türkischen Erzurum, welchen er mit dem 10. Platz beendete.
Seit seinem Karriereende arbeitet er als Manager im Bereich Sportmarketing und -sponsoring.

## Erfolge

### Continental-Cup-Siege im Einzel
| Nr. | Datum           | Ort        | Typ           |
| --- | --------------- | ---------- | ------------- |
| 01. | 19. Januar 2002 | Courchevel | Großschanze   |
| 02. | 2. Februar 2002 | Braunlage  | Normalschanze |
| 03. | 3. Februar 2001 | Braunlage  | Normalschanze |
| 04. | 9. Februar 2002 | Gallio     | Normalschanze |
| 05. | 31. Januar 2004 | Brotterode | Großschanze   |

### Continental-Cup-Siege im Team
| Nr. | Datum          | Ort        | Typ           |
| --- | -------------- | ---------- | ------------- |
| 01. | 5. August 2001 | Oberstdorf | Normalschanze |

## Statistik

### Weltcup-Platzierungen
| Saison  | Platz | Punkte |
| ------- | ----- | ------ |
| 2001/02 | 40.   | 069    |
| 2002/03 | 64.   | 016    |
| 2003/04 | 47.   | 053    |
| 2004/05 | 32.   | 109    |
| 2005/06 | 56.   | 018    |
| 2006/07 | 25.   | 187    |
| 2007/08 | 76.   | 006    |

## Privates
Mit seiner Frau hat Ritzerfeld zwei Söhne, Oskar und Franz.